# Paul Fentress
Paul Lyon Fentress (Hubbard Woods, Illinois, SAD, 13. studenog 1913. – Palm Beach, Florida, SAD, 12. prosinca 1983.) je bivši američki hokejaš na travi. 
Na hokejaškom turniru na Olimpijskim igrama 1936. u Berlinu je igrao za SAD. Odigrao je tri susreta kao vratar. SAD su dijelile 5. – 11. mjesto. Te je godine igrao za sveučilište Princeton.

## Vanjske poveznice
- Profil na Sports Reference.com  Arhivirana inačica izvorne stranice od 19. svibnja 2011. (Wayback Machine)